# جان وایت
جان وایت (انگلیسی: John White؛ زادهٔ ۱۰ ژوئن ۱۹۸۱) بازیگر اهل کانادا است. وی از سال ۱۹۹۵ میلادی تاکنون مشغول فعالیت بوده‌است. 
از فیلم‌ها یا مجموعه‌های تلویزیونی که وی در آن‌ها نقش داشته‌است، می‌توان به فیلم ۸۸، نحوه برخورد، پای آمریکایی: مسیر برهنه و پای آمریکایی: خانه بتا اشاره نمود.